# Ched Evans
Chedwyn Michael „Ched“ Evans (* 28. Dezember 1988 in Saint Asaph) ist ein walisischer Fußballspieler. Der walisische Nationalspieler wurde international bekannt, weil er 2012 aufgrund der Vergewaltigung einer 19-Jährigen im Jahr 2011 zu einer langjährigen Haftstrafe verurteilt wurde. Das Urteil wurde am 21. April 2016 vom Court of Appeal aufgehoben und eine Neuverhandlung angesetzt. Nach seiner vorzeitigen Entlassung im Oktober 2014 war der Stürmer zunächst auf Vereinssuche, bis er im Juni 2016 nach Urteilsaufhebung beim FC Chesterfield unterschrieb. Seit Januar 2021 steht er bei Preston North End unter Vertrag.

## Karriere

### Im Verein
Evans begann das Fußballspielen 1999 in der Jugend des Rhyl FC in Denbighshire, dem Verein seines Heimatortes. Nach nur einem Jahr wechselte er in die Jugend von Chester City, in der er zwei Jahre aktiv war. 2002 schloss er sich der Jugendakademie des Premier-League-Vereins Manchester City an, bei dem er bis 2007 für die Jugendmannschaften spielte.
Im Mai 2007 unterschrieb Evans seinen ersten Profivertrag bei den Citizens und wurde zur Spielzeit 2007/08 in den Profikader übernommen. Nachdem Evans im September beim 1:0-Sieg über Norwich City im League Cup zu seinem ersten Einsatz in der Profimannschaft gekommen war, wurde er vorerst nicht weiter von Trainer Sven-Göran Eriksson berücksichtigt. Um Spielpraxis zu erhalten, wechselte er im November 2007 auf Leihbasis zu Norwich City in die Championship. Bereits eine Woche nach seinem Wechsel kam er beim 3:1-Erfolg über den FC Blackpool zu seinem ersten Liga-Spiel für Norwich. In seiner dritten Partie, einem 2:1-Sieg gegen Plymouth Argyle, erzielte er auch sein erstes Tor für Norwich. Nach acht Einsätzen und zwei Treffern endete das Leihgeschäft im Januar 2008. Beide Vereine konnten sich jedoch auf eine Verlängerung des Leihvertrages bis zum Saisonende verständigen, sodass Evans in zwanzig weiteren Partien auflief und acht weitere Tore erzielte.
Zur Premier-League-Spielzeit 2008/09 kehrte Evans zu Manchester City zurück und absolvierte am 17. August sein Premier-League-Debüt als er bei der 2:4-Niederlage gegen Aston Villa in der Startelf stand. Bereits in seinem dritten Liga-Spiel konnte er seinen ersten Treffer in Englands Eliteliga markieren. In der Folge kam Evans sowohl in der Liga, als auch im UEFA-Pokal regelmäßig zum Einsatz. Da Manchester mit Craig Bellamy, Roque Santa Cruz, Carlos Tévez und Emmanuel Adebayor jedoch namhafte Stürmer unter Vertrag nahm, entschied sich Evans dazu den Verein zu verlassen.
Im Juli 2009 wechselte er für etwa 3 Millionen Pfund in die Championship zu Sheffield United und unterschrieb einen Dreijahresvertrag. Nach zu Beginn der Saison 2009/10 ansprechenden Leistungen fiel Evans in ein Leistungstief und war nur noch selten erste Wahl. So kam er in seiner Premierensaison für Sheffield nur auf vier Treffer bei 33 Liga- und drei Pokaleinsätzen. In seiner zweiten Spielzeit für die Blades kam er besser in Tritt, blieb aber immer noch hinter den hohen Erwartungen zurück – in 35 Pflichtspielen gelangen ihm neun Tore – und musste am Ende der Spielzeit mit Sheffield in die League One absteigen. In der dritthöchsten Spielklasse Englands konnte Evans endlich sein Potenzial abrufen und traf regelmäßig für seinen Verein, sowohl in der Liga, als auch in den Pokalwettbewerben. Bis zum 14. April 2012 konnte er in 42 Pflichtpartien 35 Treffer verbuchen und wurde Zweiter der Torschützenliste.
Nachdem er am 20. April wegen Vergewaltigung zu einer fünfjährigen Haftstrafe verurteilt worden war, musste er seine Profikarriere unterbrechen. Sheffield schaffte es zwar bis ins Finale der Play-Offs um den Wiederaufstieg, scheiterte dort jedoch mit 7:8 im Elfmeterschießen an Huddersfield Town. Evans Vertrag lief im Sommer aus, womit er offiziell vereinslos wurde.
Seit Evans im Oktober 2014 frühzeitig aus der Haft entlassen wurde, ist er auf Vereinssuche. Bei Bekanntwerden eines sich anbahnenden Engagements, wurden seither Stimmen innerhalb und außerhalb des jeweiligen Vereins laut, die eine Verpflicht Evans’ verhindern konnten. In chronologischer Reihenfolge waren dies die unterklassigen Vereine Sheffield United, Hartlepool United, Oldham Athletic und Grimsby Town.
Am 20. Juni 2016 unterschrieb Evans beim League-One-Verein FC Chesterfield einen Einjahresvertrag. Danach wechselte er zu Sheffield United, anschließend über Fleetwood Town im Januar 2021 zu Preston North End.

### In der Nationalmannschaft
Evans debütierte 2006 für die walisische U-19-Auswahl und absolvierte bis 2007 vier Partien, in denen er einen Treffer erzielte. Im selben Jahr gab er sein Debüt für die U-21-Nationalmannschaft, für die er innerhalb von zwei Jahren in 13 Spielen 13 Tore schießen konnte. Bereits 2008 debütierte Evans für die A-Nationalmannschaft, als er am 28. Mai im Freundschaftsspiel gegen Island den 1:0-Siegtreffer per Hacke erzielte. In zwölf weiteren Länderspielen bis zu seiner Verurteilung blieb er torlos.

## Erfolge
- PFA Team of the Year: League One 2011/12

## Persönliches
Ched Evans wurde am 20. April 2012 zu einer Haftstrafe von fünf Jahren verurteilt. Er soll in der Nacht vom 29. auf den 30. Mai 2011 eine 19-Jährige in einem Hotel im walisischen Rhyl vergewaltigt haben. Im Zuge der Reaktionen auf die Verurteilung Evans wurde der Name des Opfers über Twitter verbreitet, wodurch dieses Ziel einer Rufschädigung wurde. Infolgedessen verließ das Opfer seinen Wohnort und änderte seinen Namen.
Am 17. Oktober 2014 wurde Evans aufgrund guter Führung vorzeitig aus der Haft entlassen.
Der Court of Appeal urteilte im April 2016, dass die Einbeziehung weiterer Zeugenaussagen in dem Verfahren gegen Evans zulässig sei und ordnete daher die Aufhebung des vorherigen Urteils und eine Neuansetzung des Prozesses an. Eine Jury des Crown Court in Cardiff befand Evans in dem neuen Prozess am 14. Oktober 2016 einstimmig nicht schuldig, 2011 eine Vergewaltigung begangen zu haben.